# 馬基伊夫卡 (斯瓦托韋區)

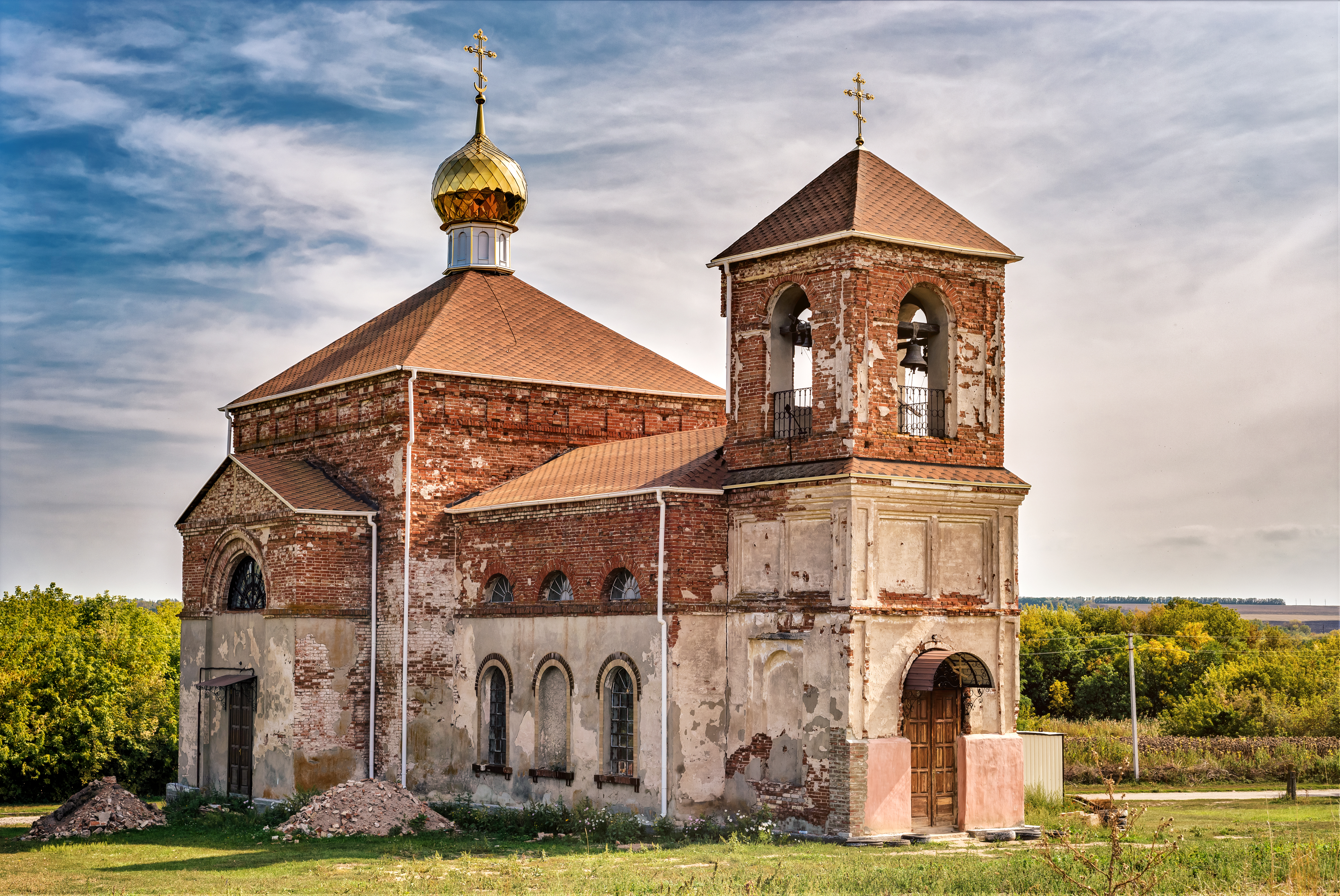
教堂

馬基伊夫卡（烏克蘭語：Макіївка）是位於烏克蘭東部的村莊，由盧甘斯克州斯瓦托韋區的克拉斯諾里琴斯凱市鎮負責管轄。該村始建於1706年，面積2.15平方公里，海拔高度78米，2001年人口819。

## 歷史
在乌克兰大饥荒時，至少有182名因此喪命。
在俄烏戰爭中，俄軍於2月底佔領了馬基伊夫卡，但烏軍於2022年11月13日重奪了該村的控制權。